# Boy Meets Girl (альбом Сэмми Дэвиса и Кармен Макрей)
Boy Meets Girl — совместный студийный альбом американских исполнителей Сэмми Дэвиса и Кармен Макрей, выпущенный в 1957 году на лейбле Decca Records.

## Об альбоме
В 1954 году оба артиста подписали контракт с лейблом Decca Records. В начале 1955 года они вместе записали два дуэта: «A Fine Romance» и «I Go For You», но сингл продавался не особенно хорошо. В ноябре 1956 года Verve Records выпустили знаменательный альбом Ella and Louis с Эллой Фицджеральд и Луи Армстронгом, и вскоре он стал джазовым альбомом № 1 в стране. Соответственно, звукозаписывающие компании быстро почувствовали вкус к джазовым вокальным дуэтам. Тем временем у Decca Records появилась своя пара лучших талантов, и в феврале 1957 года Сэмми Дэвис и Кармен Макрей вновь собрались у микрофона в Нью-Йорке, на этот раз для записи полноформатного альбома Boy Meets Girl.
Из популярного репертуара было отобрано одиннадцать песен, к ним была добавлена уже известная песня «A Fine Romance». Получившаяся пластинка была выпущена в августе 1957 года. Более поздние переиздания на компакт-диске включали «I Go for You» в качестве бонус-трека.

## Отзывы критиков
| Оценки критиков               | Оценки критиков |
| Источник                      | Оценка          |
| ----------------------------- | --------------- |
| AllMusic                      | [ 4 ]           |
| Encyclopedia of Popular Music | [ 5 ]           |

В своём ревью альбома для AllMusic Тим Сендра пишет следующее: «В 1958 году Сэмми Дэвис-младший и Кармен Макрей встретились, чтобы создать одну из самых очаровательных дуэтных записей, которые вы, вероятно, услышите за всю свою жизнь. Boy Meets Girl — это безграничная радость от начала до конца, и, возможно, это даже лучше, чем что-либо, созданное легендарной парой Эллы Фицджеральд и Луи Армстронга. Впрочем, об этом стоит беспокоиться экспертам. Всем остальным следует просто расслабиться и наслаждаться тем, как дуэт исполняет одни из лучших мелодий, которые могли предложить такие известные авторы, как Коул Портер, Хоги Кармайкл и Джером Керн. Легко перекликаясь, они звучат как два приятеля, которые проводят лучшее время в своей жизни. Слабых треков не найти, и пластинка действительно является скрытой жемчужиной, которую стоит искать любому ценителю вокального джаза».

## Список композиций
1. «Happy to Make Your Acquaintance» (Фрэнк Лессер) — 3:14
2. «Tea for Two» (Ирвинг Сизар, Винсент Юманс) — 2:37
3. «They Didn’t Believe Me» (Джером Керн, Герберт Рейнольдс) — 2:56
4. «You’re the Top» (Коул Портер) — 3:05
5. «Cheek to Cheek» (Ирвинг Берлин) — 4:00
6. «Baby, It’s Cold Outside» (Фрэнк Лессер) — 3:14
7. «People Will Say We’re in Love» (Оскар Хаммерстайн II, Ричард Роджерс) — 3:19
8. «There’s a Small Hotel» (Лоренц Харт, Ричард Роджерс) — 3:30
9. «A Fine Romance» (Дороти Филдс, Джером Керн) — 2:55
10. «The Things We Did Last Summer» (Сэмми Кан, Джул Стайн) — 3:09
11. «Two Sleepy People» (Хоги Кармайкл, Фрэнк Лессер) — 2:53
12. «Who Cares?» (Джордж Гершвин, Айра Гершвин) — 2:36

Бонус-трек японского переиздания 1989 года
1. «I Go for You» (Хэл Дэвид, Леон Карр) — 2:54